# 카나카나부족

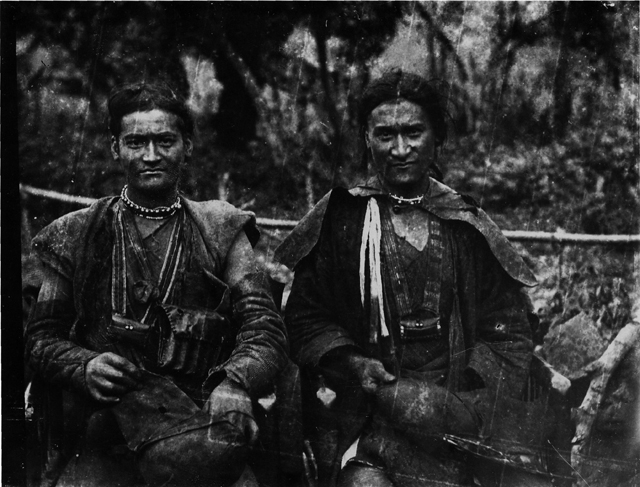

카나카나부족(Kanakanavu, 중국어: 卡那卡那富族 카나카나푸족[*])은 대만 남부의 중부지역에 거주하는 대만 원주민 집단이다. 가오슝시 나마샤구의 2개 마을에 거주한다. 2014년 6월 26일 16번째로 대만 정부가 공인한 원주민족이 되었다.

## 같이 보기
- 카나카나부어